# Онгонит
Онгонит (гипабиссальная кислая порода, умеренно-щелочного ряда) — серия гипабиссальных вулканических кислых горных пород, образующая массивы, а также дайки и силлы. Характерной особенностью онгонитов является то, что они часто содержат литиевые слюды ряда сидерофиллит — лепидолит — мусковит и топаз.
Онгонит назван по имени горы Онгон Хайрхан в Монголии, где был изучен в 1968 году.

## Происхождение
Как правило, онгониты приурочены к активным участкам земной коры, таким как островные дуги, где активизируются вулканы.
Генезис онгонитов по сей день остается дискуссионным. Существует две основных модели происхождения онгонитовых магм:
- Образование онгонитовых расплавов при частичном (менее 1 %) плавлении литийсодержащих пород верхней мантии.
- Образование онгонитовых расплавов, как результат плавления комплексов, состоящих из кислых умеренно-щелочных пород с высоким содержанием лития и вмещающих их верхнемантийных пород.

## Минеральный состав
Минеральный состав связующей массы онгонитов состоит из альбита, калиевого полевого шпата, кварца, литиево-фтористой слюды.